# Тачер (Јута)
Тачер (енгл. Thatcher) насељено је место без административног статуса у америчкој савезној држави Јута.

## Демографија
По попису из 2010. године број становника је 789.
| Група             | 2000.    | 2010.       |
| Белци             | 0 (0,0%) | 754 (95,6%) |
| Афроамериканци    | 0 (0,0%) | 4 (0,5%)    |
| Азијати           | 0 (0,0%) | 1 (0,1%)    |
| Хиспаноамериканци | 0 (0,0%) | 19 (2,4%)   |
| Укупно            | 0        | 789         |